# Мюррей (Айова)
Мюррей (англ. Murray) — місто (англ. city) в США, в окрузі Кларк штату Айова. Населення — 684 особи (2020).

## Географія
Мюррей розташований за координатами 41°2′29″ пн. ш. 93°56′56″ зх. д. / 41.04139° пн. ш. 93.94889° зх. д. (41.041355, -93.948885).  За даними Бюро перепису населення США в 2010 році місто мало площу 2,06 км², уся площа — суходіл.

## Демографія
Згідно з переписом 2010 року, у місті мешкало 756 осіб у 310 домогосподарствах у складі 200 родин. Густота населення становила 368 осіб/км².  Було 337 помешкань (164/км²).
Расовий склад населення:
| - 98,1 % — білих - 0,5 % — чорних або афроамериканців - 1,3 % — осіб інших рас |

До двох чи більше рас належало 0,0 %. Частка іспаномовних становила 2,9 % від усіх жителів.
За віковим діапазоном населення розподілялося таким чином: 26,5 % — особи молодші 18 років, 58,7 % — особи у віці 18—64 років, 14,8 % — особи у віці 65 років та старші. Медіана віку мешканця становила 36,8 року. На 100 осіб жіночої статі у місті припадало 98,9 чоловіків;  на 100 жінок у віці від 18 років та старших — 91,1 чоловіків також старших 18 років.
Середній дохід на одне домашнє господарство  становив 45 392 долари США (медіана — 40 417), а середній дохід на одну сім'ю — 56 201 долар (медіана — 51 500). Медіана доходів становила 37 422 долари для чоловіків та 30 156 доларів для жінок. За межею бідності перебувало 16,9 % осіб, у тому числі 28,9 % дітей у віці до 18 років та 2,9 % осіб у віці 65 років та старших.
Цивільне працевлаштоване населення становило 295 осіб. Основні галузі зайнятості: освіта, охорона здоров'я та соціальна допомога — 18,3 %, виробництво — 14,9 %, роздрібна торгівля — 11,5 %, сільське господарство, лісництво, риболовля — 10,5 %.